# 메리마운트 대학교
메리마운트 대학교(영어: Marymount University)는 미국 버지니아주 알링턴군에 메인 캠퍼스를 두고 있는 사립종합대학교이다. 메리마운트 대학교는 학사, 석사, 박사 학위를 제공한다. 카네기 대학교 분류에 따라 리서치 대학으로 지정되었다. 미국 50개 주와 70개 국가를 대표하는 약 4,257명의 다국적 학생이 등록되어 있다.

## 역사
메리마운트 대학은 1950년에 RSHM (Religious of the Sacred Heart of Mary)에 의해 2년제 여자대학인 메리마운트 컬리지로 설립되었다. 뉴욕, 캘리포니아 및 기타 여러 주에서 자매 단체가 운영하는 메리마운트 대학의 회원 학교들이 있다. 캠퍼스는 루즈벨트 대통령과 멕킨리 대통령의 주치의였던 릭시 (Presley Marion Rixey) 제독 및 해군 군의관이 이전에 살았던 부지에 위치해 있다. 수업과 활동은 대학의 "본관"으로 이름이 변경된 이전 릭시 맨션을 중심으로 이루어진다.
메리마운트 대학교는 1973년에 4년제 대학이 되었다. 1979년에 석사학위 프로그램을 추가했고, 2005년에 첫 번째 박사과정인 물리치료학 박사 과정을 추가했다. 1972년에 처음으로 남학생들이 간호 프로그램에 입학하면서 이 대학은 완전한 남녀 공학이 되었고 1986년에 대학 이름을 메리마운트 대학교 (Marymount University)로 변경했다
2010년 10월, 메리마운트 대학교는 창립 60주년을 맞이하여 52,000 평방피트 (약 4,800m²) 크기의 카루터스 홀을 개관하고 리본 커팅식을 열었다. 이는 과학 및 보건 과학을 중점으로 한 학술 시설과 77,000 평방피트(약 7,200m²) 크기의 로즈 반테 리 오스타펜코홀이 있는 학교이다. 또한 239명의 학생을 위한 아파트 스타일의 기숙사도 있다. 마랙 플라자에는 메리마운트 대학교의 전 회장인 RSHM 마젤라 버그 수녀의 동상이 있으며, 이는 1960년부터 1993년까지 이 학교를 이끌었다. 스카이 브리지는 새 건물과 캠퍼스의 나머지 부분을 연결하는 역할을 한다.
2017년 8월, 메리마운트 대학교는 볼스턴 센터를 오픈했다. 리드 골드 인증을 받은 이 다목적 복합 시설은 9층짜리 학업 및 사무실 타워와 플레이스메이커 메리마운트 볼스턴으로 구성되어 있다. 플레이스메이커 메리마운트 볼스턴은 12층으로 구성된 학생 숙소 및 장기 숙박 호텔로, 각각 다층 지하 주차장을 자랑한다. 볼스턴센터는 공공 광장과 레인치 피어스 가족 공간으로 연결되어 있다.
이르마 베세라 현 회장 재임 기간 동안 메리마운트 대학교는 버지니아 최초의 히스패닉 지원 기관(HSI)으로 지정되었다. 또한 대학은 보다 폭넓은 교육 및 연구 기회를 제공하기 위해 학문 프로그램을 3개의 고도로 집중된 대학으로 재구성하였으며, 여러 가지 완전 온라인 박사 학위 프로그램을 시작하고 세인트 서비스 네트워크와 접근, 소속, 포용, 다양성, 형평에 대한 허브를 개설했다. 2017년 6월 30일 현재 기부금 총액은 4,300만 달러이다.

## 학업 및 인증
메리마운트 대학교는 남부 대학 협회 및 학교 위원회로부터 박사, 석사 및 학사 학위를 수여할 수 있는 대학으로 인증을 받았다. 또한, 카네기 대학교 분류에 따라 "박사/전문 대학"으로 지정되었다.
이 학교는 세 개의 대학 (보건 및 교육 대학, 비즈니스 및 공학대학, 인문 과학 대학)을 통해 ,교육, 법률, 의학 및 물리 치료 분야 등에 학사, 석사 및 박사 학위, 학부 및 대학원 프로그램을 제공한다.
메리마운트 대학교는 워싱턴 수도권 대학 컨소시엄의 회원이다. 이 컨소시엄을 통해 학생들은 워싱턴 근교에 있는 다른 17개 회원 기관에서 강의를 수강하고 도서관에서 도서를 대출할 수 있다.

## 캠퍼스
메리마운트의 메인 캠퍼스는 알링턴 지역의 버지니아 주 북부에 위치한 21 에이커(약 85,000m²)에 분포하고 있다. 이 캠퍼스에는 로즈 벤테 리 오스타펑코 홀, 롤리 홀, 버틀러 홀, 세인트 조셉 홀, 버그 홀, 그리고 제라드 피란 홀과 같은 총 6개의 기숙사가 있다. 또한 롤리 아카데믹 센터, 카러더스 홀, 가일해 홀과 같은 세 개의 학술 건물과 세인트 조셉 홀의 컴퓨터실도 있다. 캠퍼스에는 버니스 카페, 우편 시설, 레크리에이션 및 회의 공간을 갖춘 로즈 벤테 리 센터와 제라드 피란 카페테리아, 그리고 에머슨 G. 렌시 도서관과 강당도 있다. 더 롯지, 아이레튼 홀, 관리 건물, 마리아의 성심 예배당, 그리고 인조 잔디 연습장도 있다. 2023년에는 미국 내 모든 대학 캠퍼스에서 첫 번째 아마존 저스트 워크 아웃 매장이 제라드 홀 로비에 설치되었으며, 아이레튼 홀은 새로운 캠퍼스 허브를 만들기 위해 개조되고 있다.

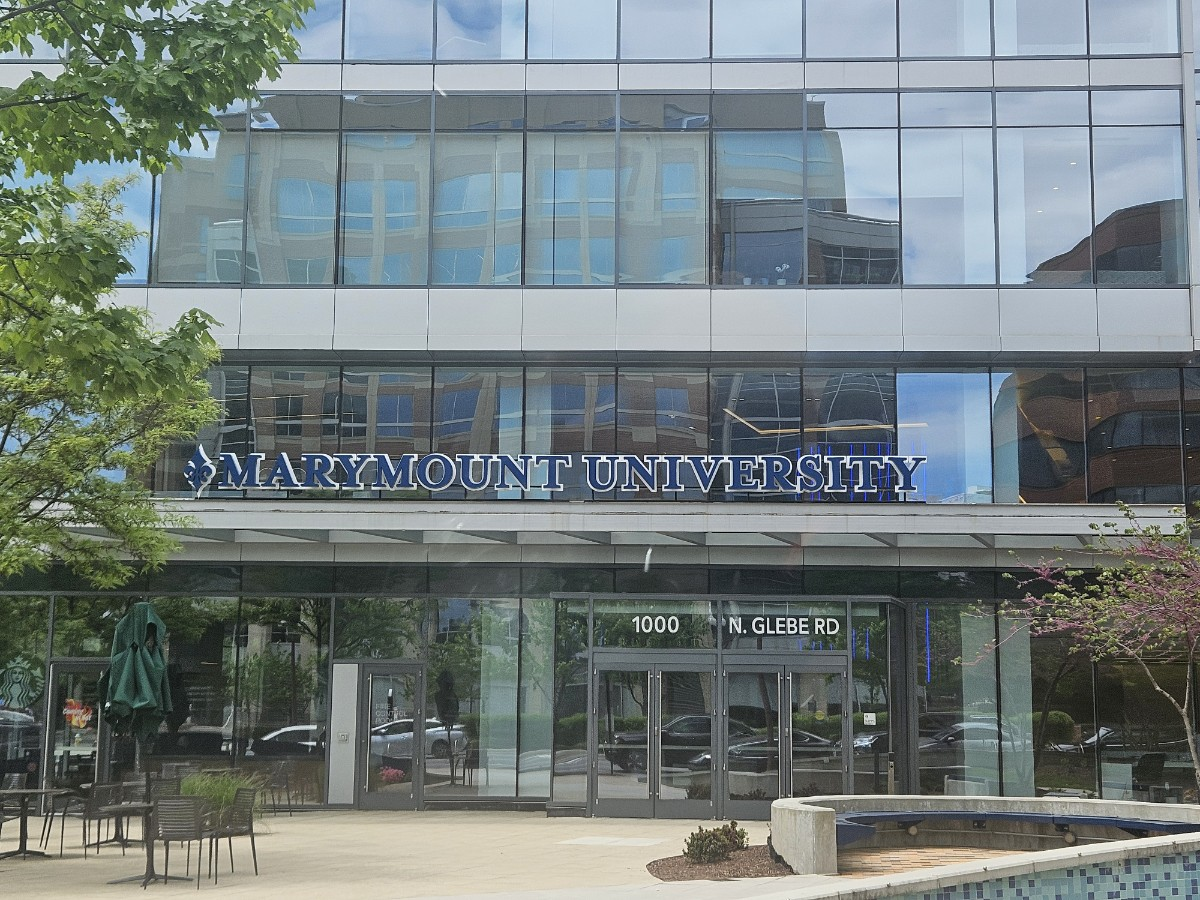
버지니아 알링턴 중심부에 있는 볼스턴 센터

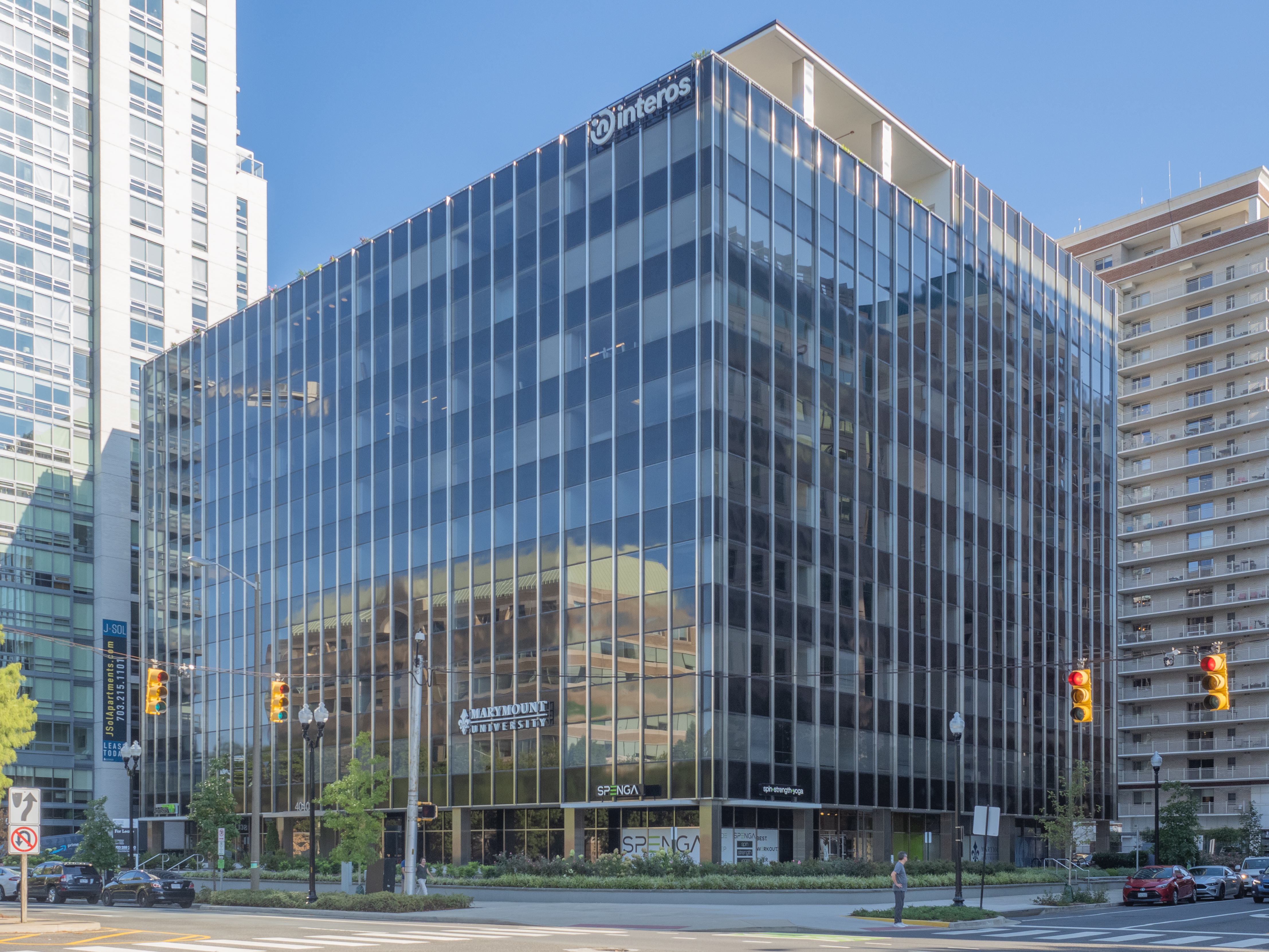

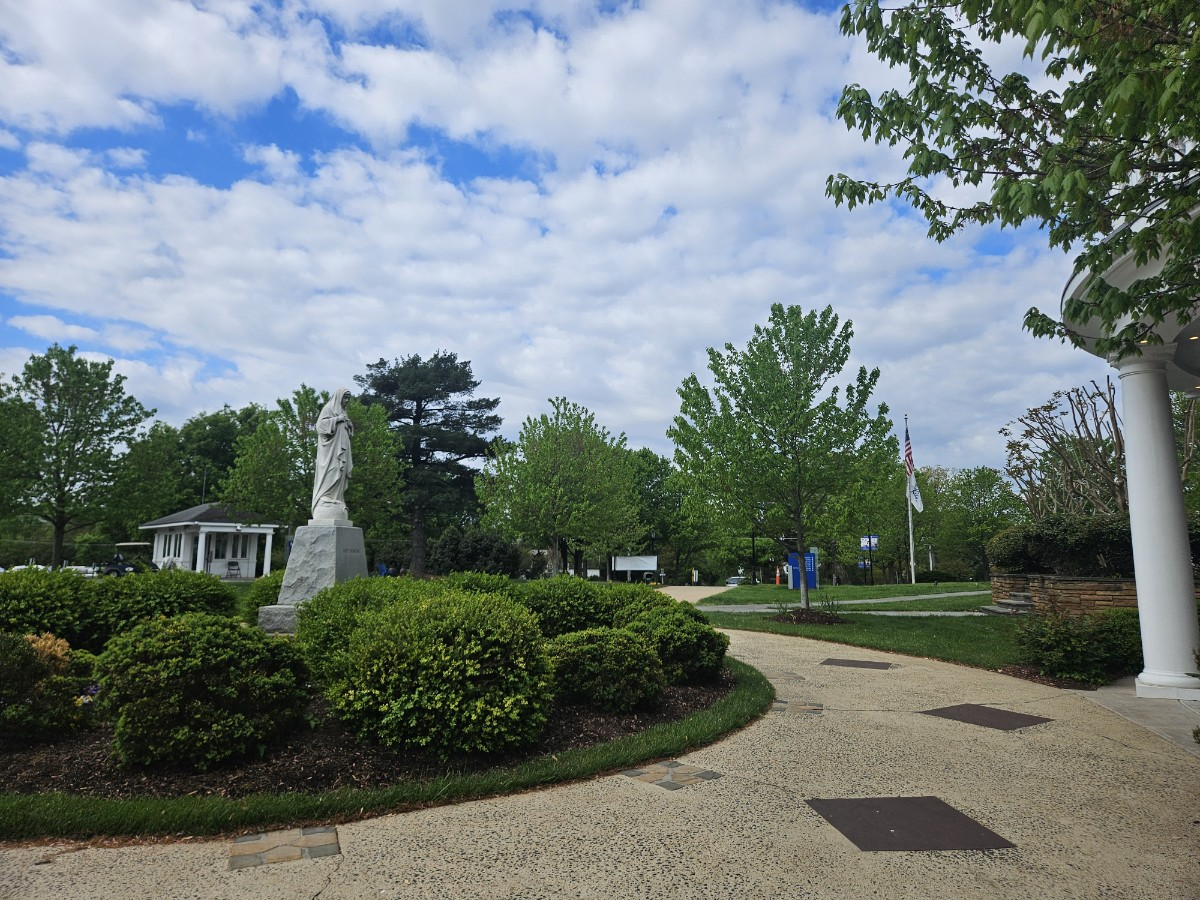
메리마운트대학교

### 볼스턴 센터
메리마운트의 경영 및 공과대학은 볼스턴 센터라는 현대식의 건물에 자리하고 있다. 이 건물은 메인 캠퍼스에서는 10분 가량 떨어진 남쪽 버지니아주 알링턴 볼스턴 지역에 위치해 있다. 2017년 8월, 메리마운트 대학교는 볼스턴 센터를 오픈했다. 리드 골드 인증을 받은 이 다목적 복합 시설은 9층짜리 학업 및 사무실 타워와 12층 짜리 안뜰 건너편에 있는 플래이스메이커로 이뤄져있다. 플레이스메이커는 대학원생 주거용 아파트와 장기 체류 호텔 객실 공간을 제공한다.
볼스턴-메리마운트대학역은 볼스턴센터에서 도보로 가까운 거리에 있다. 또한 볼스턴-메리마운트대학 지하철역, 메인 캠퍼스, 4040 센터 및 볼스턴센터 간 무료 셔틀 서비스가 운행된다.

### 4040 센터
메리마운트 대학의 4040 센터에는 물리 치료 박사 과정과 메드스타 클리닉이 있다.
메리마운트 대학교와 메드스타 앤알에이치 재활 네트워크는 지역 사회에 물리 치료 서비스를 제공하는 동시에 메리마운트 물리 치료 학생들이 귀중한 임상 교육 경험을 얻을 수 있는 풍부한 환경을 제공한다.
4040센터 위치는 메인 캠퍼스에서 단 몇 분 거리에 있으며 볼스턴 메리마운트 대학교 지하철 역에서 도보 거리 내에 있다. 학생들은 무료 메리마운트 셔틀을 타고 장소를 오가며 이동한다.

## 운동 및 레크리에이션
세인츠로 알려진 메리마운트대학교의 운동팀은 아틀란틱 동부 컨퍼런스의 앤시에이에이 디비전 3에서 경쟁하고 22개 스포츠를 후원한다. 남성 스포츠에는 야구, 농구, 크로스컨트리, 골프, 라크로스, 축구, 수영, 테니스, 육상, 배구, 레슬링이 포함된다. 여성 스포츠에는 농구, 크로스컨트리, 골프, 라크로스, 축구, 소프트볼, 수영, 테니스, 육상, 배구, 레슬링이 포함된다.
메리마운트 대학교는 캐피탈 운동선수 컨퍼런스의 창립 멤버로 거의 29년을 보낸 후 해당 지역의 다른 6개 기관과 합류하여 새로운 리그인 애틀랜틱 동부 컨퍼런스를 결성했으며, 이 리그는 2018년 9월 1일에 대회를 시작하기 위한 NCAA 승인을 받았다
2020년에는 메리마운트 운동선수 중 50%가 애틀랜틱 동부 컨퍼런스 All-Academic 팀에 지명되었다. 또한 6명의 학생 운동선수가 VaSID(버지니아 스포츠 정보 조직회) Academic All-State 팀의 일원이 되었다.
메리마운트 대학교는 또한 일년 내내 레크리에이션 및 교내 프로그램이 있다.. 농구, 배구, 축구, 얼티밋 프리스비, 킥볼, 위플볼, 카누 전함 등이 그 것이다.

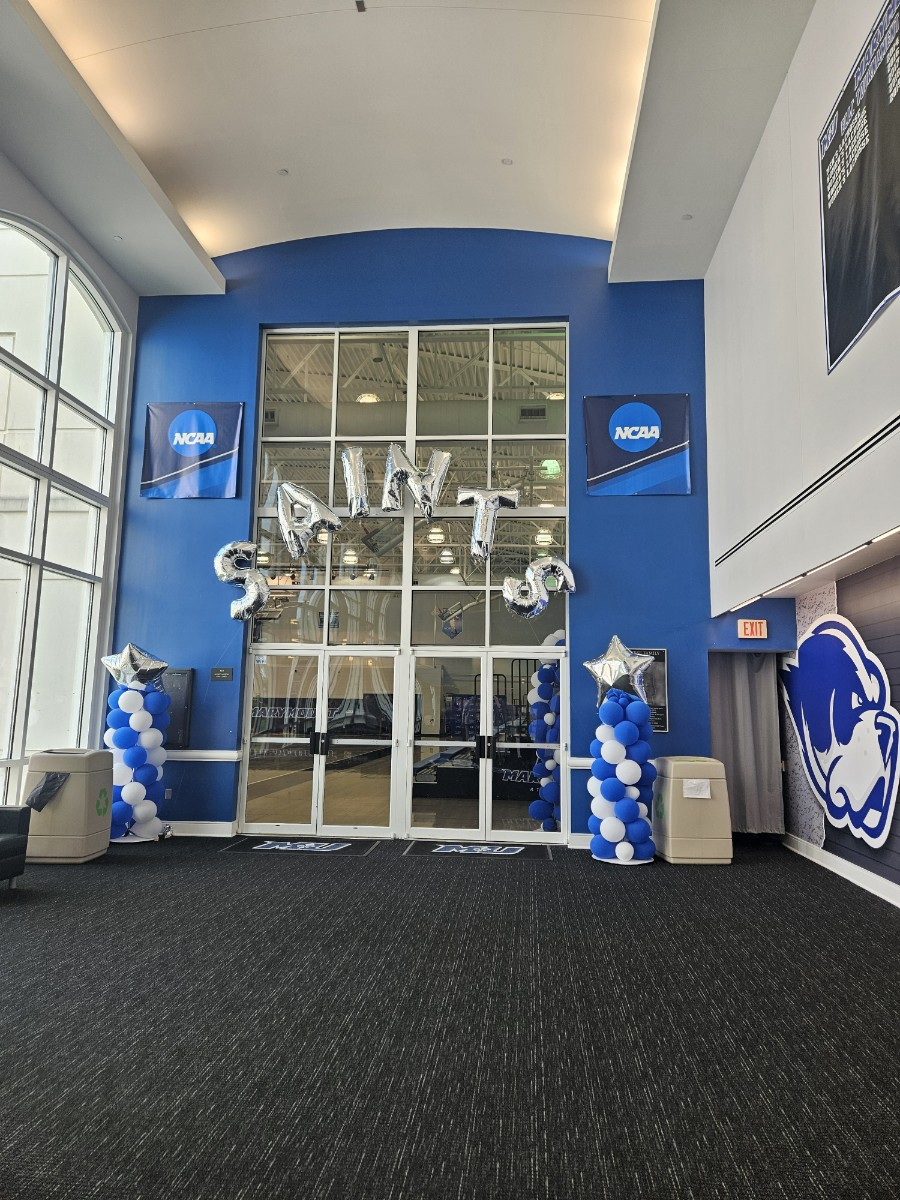

## 클럽 및 학생 단체
메리마운트 대학교에는 30개가 넘는 동아리와 학생 조직이 있다. 이는 메리마운트 학생의 수요를 중심으로 만들어졌으며 지역 사회 봉사, 자선 활동, 문화 감상 또는 특정 학문적 관심 분야에 전념하는 그룹을 포함한다.
학생회, 캠퍼스 이벤트 협회 및 메리마운트 대학교의 학생 운영 신문인 더 배너는 학생들에게 추가적인 조직 관리 경험을 제공한다. 또한 학생들은 오리엔테이션 리더 또는 상주 보조원으로 참여하여 리더십 개발 기회에 참여할 수 있는 기회를 갖는다.

## 지역 사회 참여
매년 메리마운트 학생들은 지역 및 글로벌 커뮤니티에서 16,000시간 이상의 봉사 활동을 하고 있다. 어린이 개인지도, 건강평가지원, 식사배식나눔, 공원 청소, 도미니카 공화국의 예배당 건축, 시에라리온의 우물 기금 모금에 이르기까지 메리마운트 학생들은 세상을 변화시킬 수 있는 방법을 적극적으로 모색한다.
2018년에 Marymount University는 지속 가능한 서비스 프로그래밍을 위한 프레임워크를 구현하기 위해 Saints Service Network를 설립했다. 이 센터는 Marymount University의 봉사 의지를 활용하고 Marymount의 학생과 교수진이 강의실 안팎에서 봉사 프로젝트에 함께 협력할 수 있는 추가 기회를 제공함으로써 캠퍼스 전체에서 봉사 기회를 지원, 홍보 및 조정한다.

## 수상 및 감사
US News &amp; World Report 의 2023년 최고의 대학 순위에서 Marymount University는 기관 역사상 처음으로 '최고의 국립 대학교'로 선정되었다. Marymount의 최신 순위는 다음과 같다.
- 유학생이 가장 많은 학교 중 전국 20위[14]
- 캠퍼스 인종 다양성 부문 전국 23위[15]
- 2022년 최고의 종합대학교 랭킹에 등록[16]
- 버지니아 사립 교육 기관 중 학부 간호 프로그램 2위[17]

- 히스패닉 지원 기관(HSI)으로 지정되었으며 미국 교육부로부터 인증을 받았다.[18]
- 워싱턴 DC의 세계문제협의회(World Affairs Council)에서 2017년 올해의 교육자로 선정됨[19]

## 자랑스러운 동문
- 마이클 스미스 (Michael D. Smith), AmeriCorps CEO
- 신디 에커트 (Cindy Eckert), 스프라우트 파마슈티컬스 (Sprout Pharmaceuticals) 공동 창립자 겸 CEO
- 토니 개릭 (Tonye Garrick), 나이지리아의 가수 겸 작곡가
- 라이언 햄튼 (Ryan Hampton), 중독을 둘러싼 작가이자 정치 운동가[20]
- 그랙 맥크러리 (Gregg McCrary) 작가이자 전 FBI 범죄 프로파일러
- 컬러 오브 체인지(Color of Change) 대표 라샤드 로빈슨(Rashad Robinson)
- 도린 원다 존슨 (뉴멕시코주 하원의원)
- 임미아, 프로레슬러